# 장오랑
장오랑(張午郎 , 1954년 ~ )은 홍콩 출신의 영화 배우이자 영화 제작자이다.